# 1866 na literatura

## Eventos
- Lançamento do livro Crime e Castigo de Dostoiévski

## Nascimentos
| Data           | Nome                              | Profissão                                                                                              | Nacionalidade | Observações | Ref |
| -------------- | --------------------------------- | --- | ------------- | ----------- | --- |
| 20 de janeiro  | Euclides da Cunha                 | escritor                                                                                               | Brasil        | m. 1909     |     |
| 29 de janeiro  | Romain Rolland                    | escritor                                                                                               | França        | m. 1944     |     |
| 7 de março     | Paul Ernst                        | escritor                                                                                               | Alemanha      | m. 1933     |     |
| 7 de junho     | E. W. Hornung                     | escritor                                                                                               | Inglaterra    | m. 1921     |     |
| 4 de julho     | Emílio de Meneses                 | jornalista e poeta brasileiro, imortal da Academia Brasileira de Letras e mestre dos sonetos satíricos | Brasil        | m. 1918     |     |
| 12 de agosto   | Jacinto Benavente                 | escritor e dramaturgo                                                                                  | Espanha       | m. 1954     |     |
| 16 de agosto   | Adolfo Rodrigues da Costa Portela | escritor, poeta e dramaturgo                                                                           | Portugal      | m. 1923     |     |
| 21 de setembro | H. G. Wells                       | escritor                                                                                               | Inglaterra    | m. 1946     |     |
| 2 de dezembro  | José Petitinga                    | espírita e escritor                                                                                    | Brasil        | m. 1935     |     |

## Mortes
| Data | Nome | Profissão | Nacionalidade | Observações | Ref |
| ---- | ---- | --------- | ------------- | ----------- | --- |